# Simone Sozza
Simone Sozza (Milano, 19 agosto 1987) è un arbitro di calcio italiano.

## Carriera

### Anni 2000
Dopo una iniziale carriera come calciatore, nel 2004 all'età di diciassette anni, frequenta il corso serale per arbitri presso la sezione AIA di Seregno che ha sede nello Stadio Ferruccio, e successivamente inizia ad arbitrare.

### Anni 2010
Partendo dal settore giovanile e attraversando le categorie provinciali e regionali lombarde, nel 2012 approda in CAN D in cui dirige gare del Campionato di Serie D. Il 24 maggio 2015 arbitra la finale Play-out Serie D 2014-2015 tra Colligiana e San Donato Tavarnelle (2-0), coadiuvato dagli assistenti Marco Trinchieri e Antonio Vono.
Passati tre anni, nel 2015 viene promosso in CAN Pro, dove dirige gare del Campionato di Lega Pro, facendo il suo esordio il 6 settembre 2015 allo Stadio Leonardo Garilli alla 1ª giornata di campionato in Piacenza-Pordenone terminata 1-1 con otto ammonizioni, in cui assegna un calcio di rigore.
Nel 2018 vince il Premio Sportilia quale miglior giovane arbitro di Lega Pro e l'8 maggio 2019 viene designato per la finale di Supercoppa Primavera 2 2019 tra Bologna U19 e Pescara U19 (5-1) disputatasi allo Stadio Renato Dall'Ara e un mese più tardi, il 9 giugno 2019, per la finale di ritorno Play-off Serie C 2018-2019 tra Triestina e Pisa (1-3 d.t.s.) disputatasi allo Stadio Nereo Rocco.
Al termine della stagione sportiva 2018-2019, colleziona un totale di cinquantanove presenze in categoria, cinque Play-off Lega Pro e una Coppa Italia Lega Pro 2016-2017.
Trascorse quattro stagioni, viene promosso in CAN B e il 26 agosto 2019 esordisce in Serie B alla prima giornata di campionato in Pordenone-Frosinone, disputata alla Dacia Arena di Udine e terminata 3-0 con quattro ammonizioni.
Dopo solo otto gare del campionato cadetto e due di Coppa Italia, il 26 gennaio 2020 esordisce in Serie A in occasione della 21ª giornata di campionato in Parma-Udinese, disputata allo Stadio Tardini e terminata 2-0 con cinque ammonizioni. Per la Sezione AIA di Seregno è il secondo arbitro ad arrivare in Serie A dopo Guglielmo Matucci e a distanza di ben sessantotto anni dall'ultima sua apparizione nella massima serie.
Nella stagione 2019-2020 viene designato in due partite del massimo campionato, quattordici in cadetteria, una nei Play-off Serie B e due in Coppa Italia 2019-2020.

### Anni 2020
Il 1º settembre 2020 viene inserito nell'organico della CAN A-B, nata dall'accorpamento delle CAN A e CAN B e dirige gare sia in Serie A che in Serie B.
Il 23 maggio 2021 arbitra la finale di andata dei Play-off Serie B 2020-2021 tra Cittadella e Venezia (0-1).
Nella stagione 2020-2021 viene designato in sei partite del massimo campionato, otto in cadetteria, due nei Play-off Serie B e tre in Coppa Italia 2020-2021. Tra le sei di Serie A, le prime tre con il Lecce e le ultime tre con il Crotone.
Il 6 gennaio 2022 dirige la sfida tra Juventus e Napoli, primo match di cartello in Serie A della carriera, venendo coadiuvato nell'occasione dagli assistenti Alessandro Giallatini e Fabiano Preti e dal VAR Massimiliano Irrati. Il 9 febbraio 2022 viene designato nei quarti di Coppa Italia 2021-2022 in Milan-Lazio disputata allo Stadio Giuseppe Meazza e terminata 4-0.
Il 26 maggio 2022 è stato premiato con il Premio Rosario Livatino, organizzato dalla Sezione AIA di Agrigento, quale miglior arbitro esordiente in Serie A per la stagione 2021-2022. Qualche giorno più tardi, il 9 giugno 2022 viene premiato in occasione della VII edizione del Premio Luca Colosimo, giovane arbitro di Lega Pro della Sezione AIA di Torino morto nel 2015 in un incidente stradale, quale miglior arbitro della CAN A non internazionale. La settimana successiva, il 16 giugno 2022 viene premiato alla III edizione del Premio Hippocampus, organizzato dalla Sezione AIA di Soverato.
Nella stagione 2021-2022 viene designato in quattordici partite del massimo campionato, cinque in cadetteria, una nei Play-off Serie B e una in Coppa Italia 2021-2022. Tra queste, oltre a quelle già citate, ha diretto Fiorentina-Napoli (1-2), Juventus-Fiorentina (1-0), Inter-Roma (3-1).
Il 30 aprile 2023 in occasione della gara Bologna-Juventus della 32ª giornata di Serie A, a causa di un malfunzionamento, è impossibilitato a consultare il monitor in campo a seguito di un fallo di gioco e per la prima volta, un calcio di rigore viene assegnato direttamente dal VAR nella control room del centro di Lissone.
Il 2 giugno 2023 viene designato per la semifinale di ritorno Play-off Serie B 2022-2023 Bari-Sudtirol disputata allo Stadio San Nicola e terminata 1-0.
Il 18 giugno 2023 è stato premiato con il premio Un fischio tra le onde, organizzato dalla Sezione AIA di Civitavecchia.
Nella stagione 2022-2023 viene designato in undici partite del massimo campionato, sei in cadetteria e una nei Play-off Serie B. Tra queste, ha diretto Lazio-Napoli (1-2) e Inter-Napoli (1‐0).
Viene designato per il 238º Derby di Milano Inter-Milan del 16 settembre 2023, con gli assistenti Ciro Carbone e Alessandro Giallatini,  il quarto ufficiale Marco Guida e il VAR Aleandro Di Paolo, disputato allo Stadio Giuseppe Meazza e terminato 5-1 con due ammonizioni, in cui assegna un calcio di rigore. Si tratta della sua prima designazione nel ruolo di arbitro per la stracittadina meneghina, dopo essere stato designato come quarto ufficiale in quella precedente del 5 febbraio 2023, e prima volta in cui il derby è arbitrato da un arbitro nato a Milano.
Il 24 marzo 2024, di rientro da un infortunio che lo ha tenuto lontano alcuni mesi dai campi di gioco, dirige la gara Bovisio Masciago-Leon del campionato U16 provinciale Monza Brianza.
Il 2 giugno 2024 viene designato per la finale di ritorno Play-off Serie B 2023-2024 Venezia-Cremonese disputata allo Stadio Pier Luigi Penzo e terminata 1-0 con 7 ammonizioni.
Il 2 luglio 2024 è stato premiato con il Premio Giovanni Mauro, quale Arbitro CAN Internazionale maggiormente distintosi sotto il profilo tecnico.
Nella successiva stagione 2024-2025, viene designato per dirigere il 9 novembre 2024 il suo primo Derby della Mole Juventus-Torino valida per la 12ª giornata del Campionato di Serie A 2024-2025 con gli assistenti Davide Imperiale e Christian Rossi,  il quarto ufficiale Marco Guida e il VAR Valerio Marini, disputato allo Juventus Stadium e terminato 2-0.
Il 6 gennaio 2025 viene designato per dirigere la finale di Supercoppa italiana 2024 tra Inter e Milan e terminata 2-3.
Il 13 aprile 2025 dirige il suo primo Derby della Capitale Lazio-Roma valida per la 32ª giornata del Campionato di Serie A 2024-2025 con gli assistenti Perrotti e Rossi M., il quarto ufficiale Daniele Doveri e il VAR Francesco Meraviglia, disputato allo Stadio Olimpico di Roma e terminato 1-1.

### Attività internazionale
Nell'ambito di una cola, l'AIA e la Federazione calcistica di Cipro, il 1° maggio 2022 dirige come arbitro la prima gara all'estero APOEL Nicosia-AEK Larnaca, con l'italiano Rosario Abisso in qualità di VAR, valevole per i playoff del Campionato cipriota e terminata 1-1 con 5 ammonizioni.
Nell'estate del 2022 presenzia nei preliminari di UEFA Champions League, nel ruolo di quarto ufficiale, il 6 luglio in HSK Zrinjski Mostar-FC Sheriff Tiraspol diretta dal collega Fabio Maresca e il successivo 27 luglio, in Slovan Bratislava-Ferencvárosi TC diretta dal collega Marco Di Bello, mentre il 6 settembre 2022, nella fase a gironi in Siviglia-Manchester City diretta dal collega Davide Massa.
Il 23 dicembre 2022 viene inserito nella lista FIFA degli arbitri internazionali, a partire dall'anno 2023, diventando il primo arbitro a raggiungere tale traguardo nella storia della Sezione A.I.A. di Seregno.
Il 16 febbraio 2023 presenzia in Europa League, nel ruolo di quarto ufficiale, in FC Barcellona-Manchester United diretta dal collega Maurizio Mariani e il 23 febbraio seguente, in PSV Eindhoven-Siviglia diretta dal collega Daniele Orsato.
L'11 marzo 2023 viene designato nuovamente nel massimo Campionato cipriota, in Omonia Nicosia-APOEL Nicosia, coadiuvato da assistenti arbitrali locali e dal VAR italiano Lorenzo Maggioni, mentre il giorno seguente ha coadiuvato come VAR un arbitro locale in Pafos-Aris Limassol. Entrambe le gare erano valide per i playoff.
Nell'aprile 2023 viene selezionato per la sua prima competizione internazionale, dalla CONMEBOL, in accordo con la UEFA, per dirigere le gare del Campionato sudamericano di calcio Under-17, con gli assistenti Giovanni Baccini e Davide Imperiale, rappresentando l'unica terna europea del torneo. In questa manifestazione è designato per dirigere le gare Brasile-Colombia (3-1), Ecuador-Brasile (2-2) e Paraguay-Cile (1-0), oltre che per tre presenze nel ruolo di quarto ufficiale.
Il 19 luglio 2023 viene designato nel ruolo di quarto ufficiale per la finale della prima edizione della UEFA-CONMEBOL Club Challenge 2023 Siviglia-Independiente del Valle disputata allo Stadio Ramón Sánchez-Pizjuán e terminata 4-1 (d.t.r.).
Il 3 agosto 2023 esordisce nel secondo turno dei preliminari di UEFA Europa Conference League 2023-2024 FC Dila Gori-Futbol'nyj Klub Vorskla disputata allo Stadio Tengiz Burjanadze e terminata 3-1.
Il 12 settembre 2023 esordisce nelle qualificazioni ad Euro 2024 Spagna-Cipro, prima gara di Nazionali maggiori, coadiuvato dagli assistenti Alberto Tegoni e Marco Bresmes, dal quarto ufficiale Livio Marinelli, dal VAR Maurizio Mariani e dall'AVAR Daniele Doveri, disputata allo Stadio nuovo de Los Cármenes e terminata 6-0 con due ammonizioni.
Il 29 settembre 2023 viene designato per il derby di Atene della 5ª giornata del Campionato greco in Panathīnaïkos-Aek Atene, coadiuvato dagli assistenti Alessio Berti e Stefano Del Giovane, dal quarto ufficiale Andrea Colombo, dal VAR Rosario Abisso dall'AVAR Luca Zufferli, disputata allo Stadio Apostolos Nikolaidis  terminata 1-2 con 7 ammonizioni.
Il 9 novembre 2023 esordisce in Europa League in LASK-R. Union Saint-Gilloise disputata all'Oberösterreich Arena di Linz, coadiuvato dagli assistenti Giovanni Baccini e Marco Bresmes, dal quarto ufficiale Matteo Marchetti e dal VAR Gianluca Aureliano  e terminata 3-0 con quattro ammonizioni, in cui assegna un calcio di rigore.
Dal 1º luglio 2024 è inserito dalla UEFA nella categoria Prima.
Nell'ambito di una collaborazione tra l'AIA e la Federazione calcistica della Libia, il 6 luglio 2024 dirige come arbitro una gara del primo turno della Libyan League, Al-Ahly Benghazi SC-Al-Hilal SC, disputata allo Stadio Gran Sasso de L'Aquila, valevole per la fase finale del Campionato libico di calcio che si è disputata in Italia. Il successivo 14 luglio 2024 dirige una ulteriore gara del terzo turno Al-Nasr SC-Al-Ahly Tripoli SC sempre a L'Aquila.
Il 30 luglio 2024 esordisce nel ruolo di arbitro in UEFA Champions League per la gara di ritorno valevole per il secondo turno dei preliminari Athletic Club Sparta Praha-Shamrock Rovers.
Nel giugno 2025 viene selezionato per il Campionato europeo di calcio Under-21 2025 in Slovacchia dove con gli assistenti Davide Imperiale e Alessio Berti e il VAR Daniele Chiffi è stato impiegato per la fase a gironi in Olanda-Danimarca e Slovenia- Repubblica Ceca e per i quarti di finale in Spagna-Inghilterra. È stato inoltre designato in veste di quarto ufficiale per la finale Inghilterra-Germania del 28 giugno 2025 disputata al Tehelné pole di Bratislava.

## Riconoscimenti
- Premio Sportilia, 2018
- Premio Rosario Livatino, 2022
- Premio Luca Colosimo, 2022
- Premio Hippocampus, 2022
- Premio Un Fischio tra le onde, 2023
- Premio Giovanni Mauro, 2024.[24][54]